# 兹林托马斯巴塔大学
兹林托马斯巴塔大学(捷克语：Univerzita Tomáše Bati ve Zlíně，TBU)是一所位于捷克共和国摩拉维亚城市兹林的公立大学，包含六个学院，提供技术、经济、人文、艺术和健保的课程。 校名纪念企业家托马斯巴塔（Tomáš Baťa）, 兹林鞋业的创始人。大学有约9200名学生。